# Saint-Rambert-d'Albon
Saint-Rambert-d'Albon este o comună în departamentul Drôme din sud-estul Franței. În 2009 avea o populație de 5.679 de locuitori.

## Evoluția populației
| An        | 1975  | 1982  | 1990  | 1999  | 2006  | 2009  |
| --------- | ----- | ----- | ----- | ----- | ----- | ----- |
| Populație | 4.186 | 4.062 | 4.176 | 4.302 | 5.086 | 5.679 |